# Eva Dyrberg
Eva Dyrberg (født 17. februar 1980) er en tidligere professionel dansk tennisspiller.
I 1998 blev hun juniorverdensmester og året efter blev hun professionel. Hun nåede at deltage i samtlige Grand Slam-turneringer i 2002 uden dog at komme længere end 1. runde. Kort efter Australian Open 2003 meddelte hun, at hun stoppede som professionel.
Hendes bedste placering på verdensranglisten var en 77. plads i maj 2002.